# فلاديمير لازوفيتش
فلاديمير لازوفيتش (بالصربية: Владимир Лазовић)‏ (1954)؛ كاتب وروائي صربي.